# Scott McTominay
Scott Francis McTominay (født 8. december 1996) er en britisk professionel fodboldspiller som spiller som for Serie A-klubben Napoli og Skotlands landshold.

## Klubkarriere

### Manchester United
McTominay blev del af Manchester Uniteds ungdomsakademi da han var bare 6 år gammel. I 2013 skrev han sin første professionelle kontrakt med klubben. Han fik sin førsteholdsdebut for United den 7. maj 2017, da han blev skiftet på sent i kampen i et 2-0 nederlag imod Arsenal.
McTominay begyndte i 2017-18 sæsonen er at være en større del af førsteholdet, dog han hovedsageligt spillede som reservespiller. Det var i løbet af 2018-19 sæsonen hvor at McTominay fik sin store chance. En skade til Nemanja Matić i januar 2019 gav ham muligheden som fast man. Han imponerede i denne periode, og etablerede sig selv som en næsten fast spiller på førsteholdet i denne periode.
McTominay etablerede sig herefter som en fast mand på holdet, og dannede en midtbaneduo med Fred i en årrække, som fik kælenavnet 'McFred' af United-fans. Han skrev i juni 2020 en ny langvarig kontrakt med klubben.
Den 20. december 2020 scorede han to mål indenfor tre minutter i en kamp imod Leeds United, som Manchester United vandt 6-2.
McTominay scorede den 7. oktober 2023 to mål i overtiden imod Brentford, efter at han var blevet skiftet ind sent i kampen.

### Napoli
McTominay skiftede i august 2024 til Napoli.

## Landsholdskarriere
Scott McTominay er født i Lancaster i England, men hans far er fra Skotland, og han kunne derigennem vælge at spille for begge lande. Der var interesse for begge lande for at få McTominay til at spille for dem, men Skotland gjorde mere for at overbevise ham til at vælge dem, og i marts 2018 besluttede han at repræsenteret Skotland.
McTominay gjorde sin landsholdsdebut i en venskabskamp imod Costa Rica den 23. marts 2018.